# ثورة كيدال 1962
 ثورة الطوارق 1962  هي أول ثورة للطوارق في أزواد استمرت نحو عامين أي حتى 1964 م، وتسمى أيضا «بالفلاقة».

## أسباب ثورة كيدال
حاول رئيس مالي موديبو كيتا أنذاك أن يقيم الاشتراكية في مالي، فأرسل جنوده إلى شمال البلاد لإحصاء مواشي سكانها من الطوارق والعرب، وكان هذا الإحصاء مغطا بأكذوبة تقول إن هناك دواء صينيا على هيئة حقن تحقن بها المواشي فلا تمرض أبدا، وبدأ البدو على طيبتهم يصدقون ذلك فاحضروا مواشيهم للتجمعات التي حددتها لهم الحكومة المالية، ولكن جنود الحكومة كانوا يختمون المواشي بختم الدولة على اعتبار أنها أصبحت ملكا لها. وكان الجنود أيضا في تجوالهم ينهبون الخيام ويمدون أيديهم على أموال الناس، وشعر سكان الصحراء من الطوارق والعرب بنوايا الحكومة، وأنهم خرجوا من استعمار أبيض ليحل محله استعمار أسود، فكانت الثورة الخيار الوحيد أمامهم.

## أحداث ثورة كيدال
بدأت ثورة كيدال باجتماع مجموعة من قيادات المنطقة على رأسها زيد أغ الطاهر شيخ قبيلة إيفوغاس، واللادي أغ بشير من شباب إيفوغاس، ويوسف أغ الشيخ من شباب إيدنان، ومحمد الأمين من عرب أزواد، وإلياس اغ ايوب ادكصهك الطوارق، ناقشوا خلاله مشاكلهم وعددوها، وقرروا أنه لا خلاص لهم من هذه الورطة إلى بالثورة ، وكانت للمجموعة بنادق قليلة بعضها غير صالح للعمل، وبعضها بنادق صيد، وانطلقت الثورة بعمليات صغيرة تعترض طريق دوريات جنود مالي وتستولي على إبلهم وسلاحهم وتمنعهم من التوغل داخل مخيمات الطوارق والعرب، غير أن الجيش المالي أصبح كالثور الهائج، فهاجم المخيمات وبدأ يقتل الناس كبارا وصغارا، واستولى على مواشي الطوارق وسمم آبارهم، وراتكب النقيب ديبي أسوأ ما يمكن أن يرتكبه إنسان ضد أخيه الإنسان. ولم تستطع مالي أن تخمد الثورة إلا بمساعدة المغرب والجزائر اللتان سلمتا 35 رجلا من قادة الثورة إليها.، لتفرض مالي بعد ذلك حكما عسكريا على مناطق الطوارق بعد الثورة .

## تبعات ثورة كيدال
أدت ثورة كيدال إلى هجرة جماعية للطوارق إلى البلدان المجاورة الجزائر وليبيا وموريتانيا خوفا من بطش الجيش المالي الذي أصبح مطلوق اليد في أرضهم .